# 37608 Лонс
37608 Лонс (37608 Lons) — астероїд головного поясу, відкритий 24 вересня 1992 року.
Тіссеранів параметр щодо Юпітера — 3,414.